# Triglopsis
Triglopsis is een geslacht van straalvinnige vissen uit de familie van donderpadden (Cottidae). Het geslacht is voor het eerst wetenschappelijk beschreven in 1851 door Girard.